# Micrixalus kottigeharensis
Micrixalus kottigeharensis är en groddjursart som först beskrevs av Rao 1937.  Micrixalus kottigeharensis ingår i släktet Micrixalus och familjen Micrixalidae. IUCN kategoriserar arten globalt som akut hotad. Inga underarter finns listade i Catalogue of Life.